# エミリーズ・リスト
エミリーズ・リスト（英：EMILY's List）は、妊娠中絶選択権を尊重する米民主党派女性候補を支援するのためのアメリカ合衆国の政治行動委員会（PAC）。1985年にエレン・マルコムが創設した。
組織名は「早期の資金援助はイースト菌のように大きな成果をもたらす」（Early Money Is Like Yeast）の頭文字から来ており、マルコムは「（資金は）パンの生地を膨らませる効果がある」と語っている。このモットーは、政治資金集めにおいて初期に大型の寄付を集められれば、その後も寄付が集まりやすい傾向があることからきている。
1985年から2008年の選挙までにエミリーズ・リストは2億4000万ドルの寄付を集め、候補者に資金援助した。また、2010年には2740万ドル、2012年には3400万ドル、2014年には4490万ドルの援助を行った。2016年選挙周期の寄付は6000万ドルに上ると見られ、その大部分は大統領候補でエミリーズ・リストも推薦したヒラリー・クリントンの援助に割り当てられた。